# Bonito (Pernambuco)
Bonito is een gemeente in de Braziliaanse deelstaat Pernambuco. De gemeente telt 40.832 inwoners (schatting 2009).
De gemeente grenst aan Camocim de São Félix, Sairé, Barra de Guabiraba, Palmares, Catende, Cortês, Joaquim Nabuco, São Joaquim do Monte en Belém de Maria.